# Ion Panțuru
Ion Panțuru, né le 11 septembre 1934 à Sinaia et mort le 17 janvier 2016, est un bobeur roumain notamment médaillé de bronze olympique en 1968.

## Biographie
Ion Panțuru est d'abord footballeur : il est le gardien de l'équipe Carpaţi Sinaia en deuxième division roumaine. En bobsleigh, il participe à quatre éditions des Jeux olympiques d'hiver entre 1964 et 1976 au poste de pilote. Aux Jeux d'hiver de 1968 organisés à Grenoble en France, il est médaillé de bronze en bob à deux avec Nicolae Neagoe. Il s'agit de la seule médaille roumaine gagnée aux Jeux d'hiver dans l'histoire olympique. Panțuru remporte également deux médailles aux championnats du monde : l'argent en 1969 et le bronze en 1973 en bob à deux.
Il meurt le 17 janvier 2016 à l'âge de 81 ans.

## Palmarès

### Jeux Olympiques
- : médaillé de bronze en bob à deux aux Jeux olympiques d'hiver de 1968 à Grenoble  France.

### Championnats monde
- : médaillé d'argent en bob à 2 aux championnats monde de 1969.
- : médaillé de bronze en bob à 2 aux championnats monde de 1973.